# Tropisch savanneklimaat

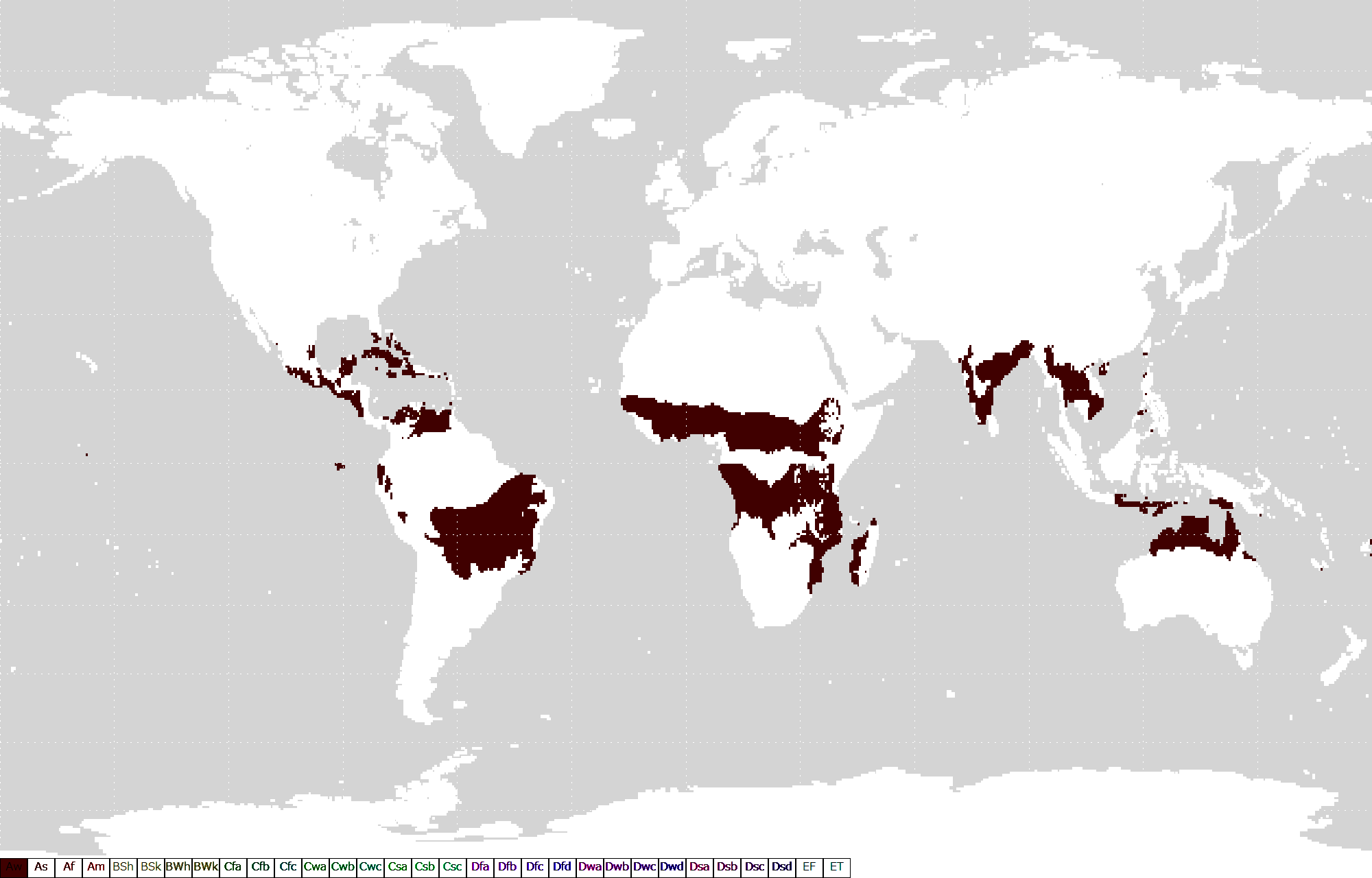
Schematische kaart van gebieden met een tropisch savanneklimaat (Aw)

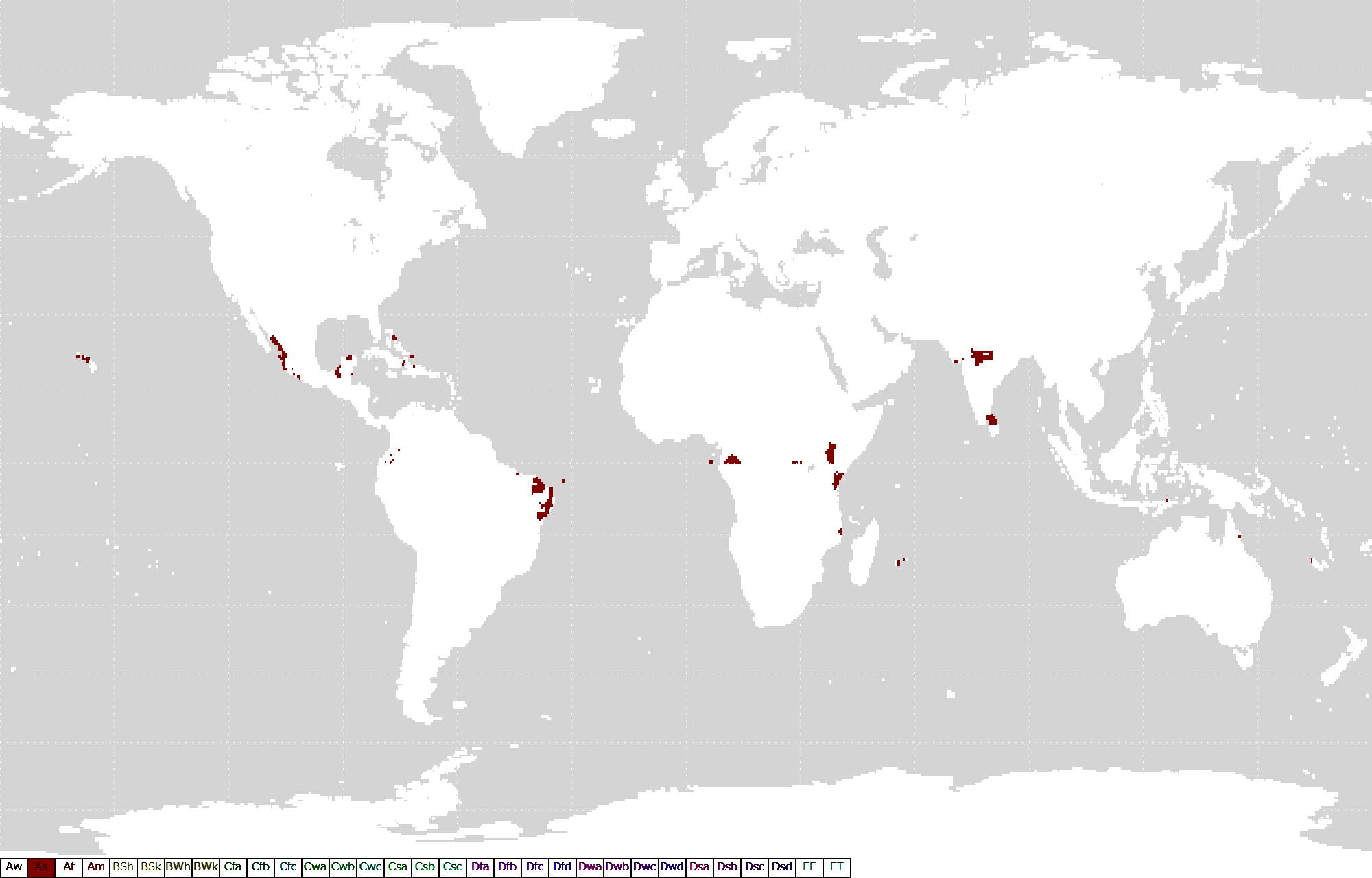
Schematische kaart van gebieden met een tropisch savanneklimaat met droge zomer (As)

Het tropisch savanneklimaat of gewoon savanneklimaat is een tropisch klimaat waarin een duidelijk droog seizoen voorkomt. In de klimaatclassificatie van Köppen staat het klimaat bekend als het Aw-klimaat of het zeer zeldzame As-klimaat. Volgens Köppen moet het klimaat, zoals alle tropische klimaten, elke maand een gemiddelde temperatuur hebben van 18°C of hoger en is er ten minste een maand in het jaar met een gemiddelde maandneerslag van minder dan 60 mm. Hierbij mag de jaarlijkse neerslagsom bij een droogste maand van 0 mm niet hoger zijn dan 2500 mm en bij een droogste maand van 60 mm niet hoger zijn dan 1000 mm. Boven deze lijn is het een moessonklimaat (zie grafiek rechts).

## Voorkomen
Zoals de naam al zegt komt het klimaat voor op onder andere de savanne. Daarnaast komt het ook op andere plekken voor rond de savanne, zoals onder andere in licht tropische wouden en de hogere plateaus in de tropen. Het komt meestal voor als een overgang van een tropisch regenwoudklimaat naar een steppeklimaat of naar een warm chinaklimaat. Dat laatste klimaat wordt soms ook het gematigd savanneklimaat genoemd.
Het klimaat komt voor in Zuid- en Midden-Amerika, Afrika, India, Zuidoost-Azië en Noord-Australië.

## Aw en As
Het tropische savanneklimaat heeft vrijwel zonder uitzondering zijn droge periode gedurende het jaargetijde dat de zon lager aan de horizon staat en krijgt daarom volgens Köppen het label Aw mee (de "w" staat voor winterdroogte). Op enkele zeldzame plekken in de wereld komt het echter voor dat het juist andersom is en de droge periode plaatsvindt wanneer de zon hoger aan de horizon staat, men noemt dit dan een As-klimaat. Dit komt bijvoorbeeld voor op Hawaï, Sri Lanka en in Somalië.